# Асоціація польських електриків
Асоціація польських електриків (пол. Stowarzyszenie Elektryków Polskich, SEP) — польська громадська організація, яка об'єднує співтовариство електротехніків польського походження з усього світу. Завдяки відкритій формулою членства, вона об'єднує як інженерів і техніків, так і молодих студентів (учнів технічних і професійних шкіл) електротехнічних спеціальностей.

## Діяльність
Асоціація в основному займається популяризацією та освітньою діяльністю (тренінги по допуску до експлуатації електрообладнання). SEP також займається оцінкою відповідності низьковольтної електротехнічної продукції (з 1933 року) через бюро тестування якості, агентство SEP, що має національні акредитації та визнання найпрестижніших міжнародних та європейських організацій. SEP також здійснює широку міжнародну співпрацю під англійською назвою «Association of Polish Electrical Engineers». Асоціація входить в Національну федерацію науково—технічних асоціацій Польщі та в європейську організацію EUREL.

## Історія
7—9 червня 1919 року відбувся конгрес, на якому було створено Асоціацію польських електротехніків. Першим президентом був обраний професор Мечислав Пожариський. У 1928 році організація об'єдналася з Асоціацією польських радіоінженерів, а в 1929 році рішенням правління назва була змінена на нинішнє. У 1939 році до SEP приєдналася Асоціація польських телетехніків.

## Президенти SEP
- 1919—1928 — Мечислав Пожариський (перший президент SEP)
- 1928—1929 — Казімєж Страшевський
- 1929—1930 — Зигмунт Оконєвський
- 1930—1931 — Казімєж Страшевський
- 1931—1932 — Феліціан Карсніський
- 1932—1933 — Тадеуш Чаплицький
- 1933—1934 — Альфонс Кюн
- 1934—1935 — Ян Обронпальський
- 1935—1936 — Альфонс Кюн
- 1936—1937 — Януш Грошковський
- 1937—1938 — Альфонс Хоффманн
- 1938—1939 — Казімєж Шпотаньський
- 1939 — Антоній Кшічковський
- 1939—1946 — Казімєж Шпотаньський
- 1946—1947 — Казімєж Страшевський
- 1947—1949 — Влодзімеж Шумилин
- 1949—1950 — Станіслав Ігнатович
- 1950—1951 — Тадеуш Жарнеський
- 1951—1952 — Єжи Ландо
- 1952—1959 — Казімєж Колбіньський
- 1959—1961 — Тадеуш Кал
- 1961—1981 — Тадеуш Дризек
- 1981—1987 — Яцек Шпотаньський
- 1987—1990 — Богдан Пашковський
- 1990—1994 — Яцек Шпотанський
- 1994—1998 — Кипріян Брудковський
- 1998—2002 — Станіслав Болковський
- 2002—2006 — Станіслав Болковський
- 2006—2010 — Єжи Барглік
- 2010—2014 — Єжи Барглік
- 2014—2022 — Петро Шимчак[8]
- з 2022 року — Славомір Цеслик